# Treziți-vă!
Treziți-vă! (în engleză Awake!) este o revistă este o revistă publicată lunar de organizația religioasă Martorii lui Iehova. Este publicată din anul 1919.